# Карнейру (район)
Карнейру (порт. Carneiro) — район (фрегезия) в Португалии, входит в округ Порту. Является составной частью муниципалитета Амаранте. По старому административному делению входил в провинцию Дору-Литорал. Входит в экономико-статистический субрегион Тамега, который входит в Северный регион. Население составляет 354 человека на 2001 год. Занимает площадь 9,83 км².